# باغ فیلارمونیک

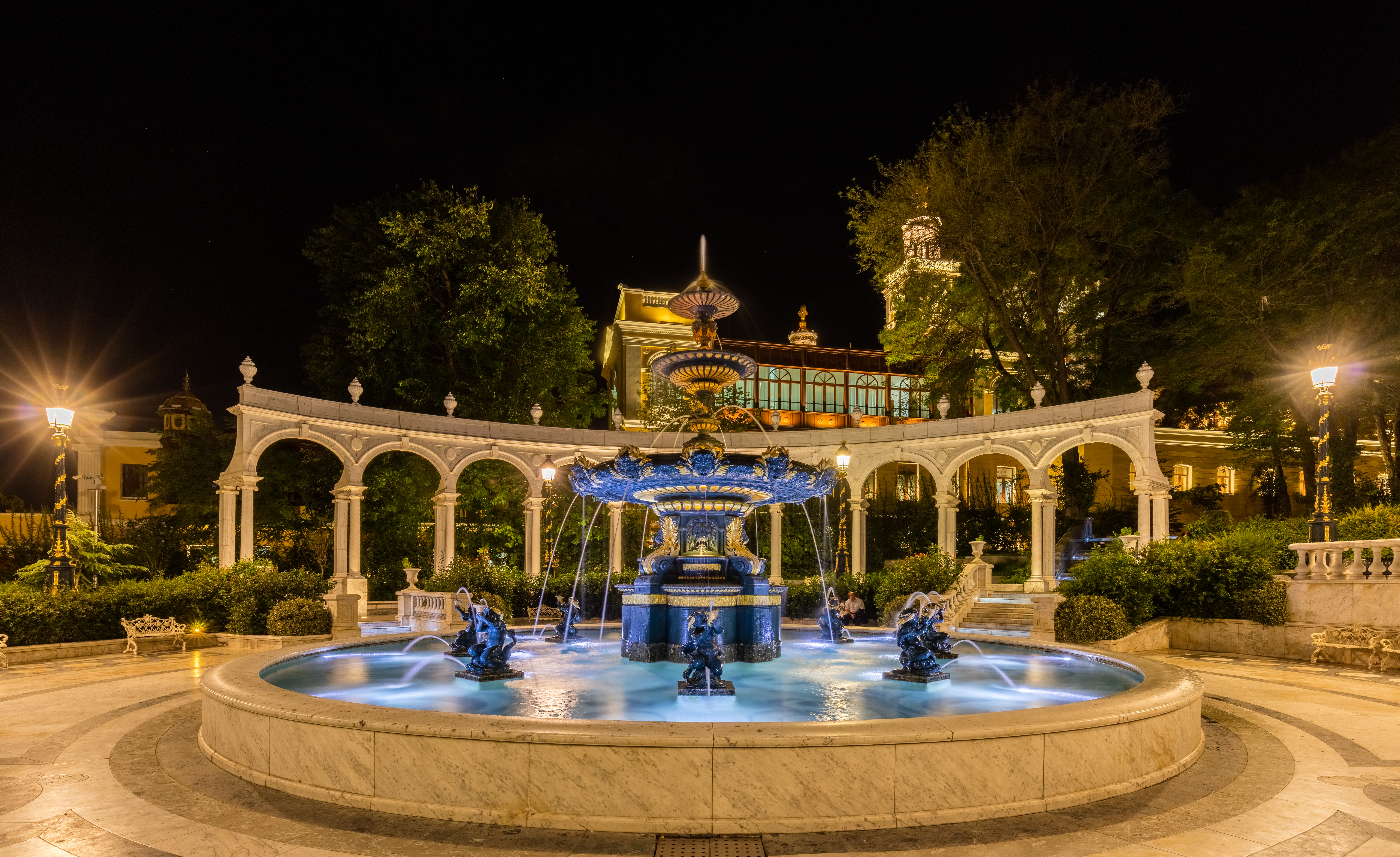
فانتین موجود در باغ فیلارمونیک

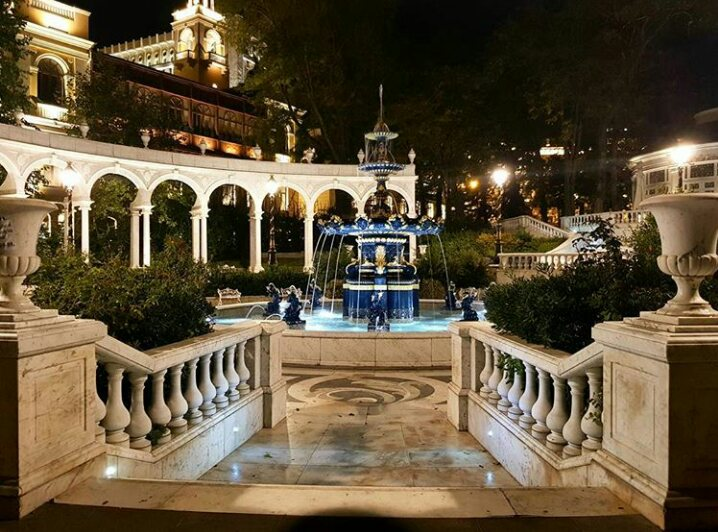
نمای باغ فیلارمونیک در شب

باغ فیلارمونیک (به ترکی آذربایجانی: Filarmoniya bağı) پارکی است که، در مرکز شهر باکو، پایتخت جمهوری آذربایجان در محوطه دیوارهای قلعه باکو قرار دارد. مردم آذربایجان گاهی اوقات بدان پارک فرماندار یا پارک حاکم نیز می‌گویند.

## دربارهٔ پارک
این پارک در اوایل سال‌های ۱۸۳۰ تأسیس شده‌است. فرماندار وقت باکو در اوایل قرن ۱۸، از تمامی ناخداهای متردد از ایران به باکو درخواست نمود که، هر یک از آنها یک جوال خاک سیاه با خود بیاورد. مساحت پارک در بین سال‌های ۱۸۶۰ تا ۱۸۷۰، تا ۴٫۶ هکتار گسترش پیدا کرد.
در اوایل قرن ۲۰، یک کلوب چوبی وجود داشت، که بعداً به‌طور تصادفی آتش گرفت. سپس در جای آن می‌خواستند ساختمان فیلارمونیک را احداث نمایند. بخاطر اینکه برای ساخت آن ساختمان درخت‌های موجود در آن قلمرو باید قطع می‌شدند، این امر اعتراضاتی در پی داشت؛ ولی شهرداری وقت باکو تصمیم بر آن گرفت، که در این مکان «کلوب تابستانی» ساخته شود. پس از این تصمیم، کلوب تابستانی، که هنوز هم در آن پارک موجود می‌باشد، ساخته شد. ساخت آن کلوب در میان سال‌های ۱۹۱۰ الی ۱۹۱۲ تکمیل گردید. گفته می‌شود، معمار آن به شهر «مونت‌کارلو» اعزام شد تا با اقتباس از پارک فیلارمونیک موجود در آن شهر که، بنابه زیبایی خود رتبه اول در اروپا را به خود اختصاص داده بود، پروژه ای مشابه جهت ساخت چنان پارک زیبایی در باکو را تدوین نماید.
پس از تأسیس پارک، اولین بازسازی در آن در سال‌های ۱۹۷۰ انجام شده‌است. برخی موارد بخاطر بی‌توجهی خساراتی به این باغ وارد شده‌است.

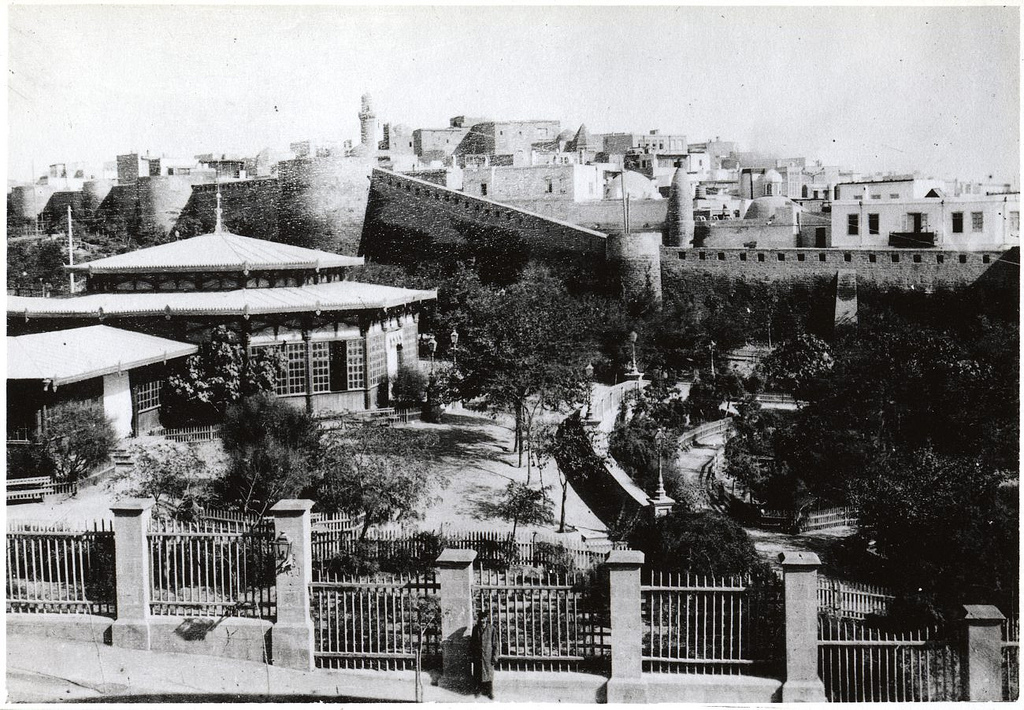
باغ فیلارمونیک در اواخر قرن ۱۹

در سال ۲۰۰۹، آن پارک تحت بازسازی کامل قرار گرفت. هنگام انجام بازسازی‌ها پوشش گیاهی منحصر به فرد آن دستخوش هیچ تغییری نگشت. بر عکس، توجه ویژه ای برای ایجاد نوار سبز جدیدی شد. گیاهان تزئینی، که در سال ۱۸۶۵ در آن باغ کاشته شده بودند، مورد توجه همه قرار می‌گرفتند. هنگام بازسازی، کاشت بوته‌های گل و درختان جدید و قشنگی در پارک بر زیبایی آن افزود. در دوران بازسازی انواع نادر درختان همچون بلوط، سدر و غیره… کاشته، سامانه آبیاری جدیدی نصب، مساحت پارک با بهره‌برداری از گیاهان مختلفی غنی تر و هارمونی‌های چشم‌اندازی زیبا ایجاد شدند.

## نام‌های پارک
این باغ در دوران مختلف «باغ میکائیل»، «باغ فرماندار»، «باغ پیونر» و «باغ واحد» نامیده شده‌است؛ ولی پس از آخرین بازسازی به آن نام باغ فیلارمونیک گذاشته شد.